# Oberhaag
Oberhaag – gmina w Austrii, w kraju związkowym Styria, w powiecie Leibnitz. Liczy 2209 mieszkańców (1 stycznia 2015).